# Pivalamida
Pivalamida (2,2-dimetilpropanamida, trimetilacetamida ou NDEPA),é um composto orgânico, uma amida simples substituída com um grupo tert-butilo tendo a fórmula química tBu-CO-NH2, fórmula linear (CH3)3CCONH2 sendo a amida do ácido piválico.
É classificado com o número MDL MFCD00008011 e PubChem Substance ID 24900420.
N-Pivalamida, é um grupo funcional tendo a seguinte fórmula química: tBu-CO-NH-R
Permite a formação de complexos de cobalto (II) ligados à pivalamida a partir de halogenetos e perclorato de cobalto (II), apresentando colorido púrpura.